# Dia da Independência (Brasil)

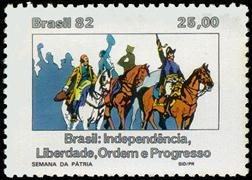
Selo postal alusivo à semana da Pátria.

O Dia da Independência (também chamado Dia da Independência do Brasil, Sete de setembro, e Dia da Pátria) é um feriado nacional do Brasil celebrado no dia 7 de setembro de cada ano. A data comemora a Declaração de Independência do Brasil do Império Português no dia 7 de setembro de 1822.

## Origem
Em 1808, tropas francesas comandadas pelo imperador Napoleão Bonaparte invadiram Portugal como forma de retaliação ao país ibérico por sua recusa em participar do embargo comercial contra o Reino Unido. Fugindo da perseguição, a Família Real Portuguesa transferiu a corte de Lisboa para o Rio de Janeiro, então capital do Brasil Colônia. Em 1815, o príncipe regente D. João VI criou o Reino Unido de Portugal, Brasil e Algarves, elevando o Brasil à condição de reino subordinado a Portugal, tornando a administração da colônia menos dependente.
Em 1820, uma revolução política irrompeu em Portugal, forçando o retorno da família real. O herdeiro de D. João VI, o príncipe D. Pedro de Alcântara, permaneceu no Brasil. 
Pernambuco foi a primeira província brasileira a se separar do Reino de Portugal. No dia 29 de agosto de 1821, teve início um movimento armado contra o governo do capitão general Luís do Rego Barreto — o algoz da Revolução Pernambucana —, culminando com a formação da Junta de Goiana, tornando-se vitorioso com a rendição das tropas portuguesas em capitulação assinada a 5 de outubro do mesmo ano, quando da Convenção do Beberibe, responsável pela expulsão dos exércitos portugueses do território pernambucano. O Movimento Constitucionalista de 1821 é considerado o primeiro episódio da Independência do Brasil.
Também em 1821, a Assembleia Legislativa portuguesa determinou que o Brasil retornasse à sua condição anterior de subordinação, assim como o retorno imediato do príncipe herdeiro do trono português. Dom Pedro, influenciado pelo Senado da Câmara do Rio de Janeiro se recusou a retornar em 9 de janeiro de 1822, na data que ficaria conhecida como Dia do Fico.

Príncipe Pedro declarando a Independência do Brasil em 7 de setembro de 1822, conforme retratado na tela "Independência ou Morte" (1888) de Pedro Américo.

Em 2 de junho de 1822, Dom Pedro I convocou a primeira Assembleia Constituinte brasileira. Em 1º de agosto, declarou inimigas as tropas portuguesas que desembarcassem no Brasil e, dias depois, assinou o Manifesto às Nações Amigas, justificando o rompimento das relações com a corte de Lisboa e garantindo a independência do país, como reino irmão de Portugal.
Em 2 de setembro de 1822, um novo decreto com as exigências portuguesas chegou ao Rio de Janeiro, enquanto D. Pedro estava em viagem a São Paulo. Sua esposa, a princesa Maria Leopoldina, atuando como princesa regente, se encontrou com o Conselho de Ministros e decidiu enviar ao marido uma carta aconselhando-o a declarar a independência do Brasil. A carta chegou a D. Pedro no dia 7 de setembro. No mesmo dia, em cena famosa às margens do Riacho Ipiranga, ele declarou a independência do Brasil, pondo fim aos 322 anos do domínio colonial exercido por Portugal. De acordo com o pesquisador Laurentino Gomes, autor de livro sobre o evento, D. Pedro "não conseguiu esperar a chegada a São Paulo, onde poderia anunciar a decisão". Gomes acrescenta que ele "era um homem temerário em suas decisões mas tinha o perfil do líder que o Brasil precisava na época, pois não havia tempo para se pensar".
Um mês depois, em 12 de outubro de 1822, Dom Pedro foi aclamado imperador e, em 1º de dezembro, coroado pelo bispo do Rio de Janeiro, recebendo o título de Dom Pedro I. As províncias da Bahia, do Maranhão e do Pará, que tinham juntas governantes de maioria portuguesa, só reconheceram a independência em 1823, depois de muitos conflitos entre a população local e os soldados portugueses.
No início de 1823, houve eleições para a Assembleia Constituinte que elaboraria e aprovaria a Carta constitucional do Império do Brasil, mas, em virtude de divergências com dom Pedro, a Assembleia logo foi fechada. A 1ª Constituição brasileira foi, então, elaborada pelo Conselho de Ministros e outorgada pelo imperador em 20 de março de 1824. Com a Constituição em vigor, a separação entre a colônia e a metrópole foi finalmente concretizada. Mesmo assim, a independência só é reconhecida por Portugal em 1825, com a assinatura do Tratado de Paz e Aliança entre Portugal e Brasil, por D. João VI.

## Legislação
- A Lei Imperial de 9 de setembro de 1826, assinada por Pedro I, oficializa o 7 de setembro como um dos dias do rol de festividades nacionais.[7]
- O deputado federal, pela Liga Eleitoral Católica (LEC), Luís Cavalcante Sucupira, nascido em Fortaleza, Ceará, apresentou à Câmara dos Deputados, em setembro de 1934, o projeto lei que instituía o dia 7 de setembro o dia da pátria. Aprovado por unanimidade foi transformado no Decreto n° 7 de 20 de novembro de 1934.[8]
- A lei federal número 662, publicada em 7 de abril de 1949, tornou o Dia da Independência um feriado nacional.[9][10]
- A lei federal número 5 571, publicada em 26 de novembro de 1969, estabeleceu o protocolo para as comemorações do Dia da Independência.[11]

## Comemorações

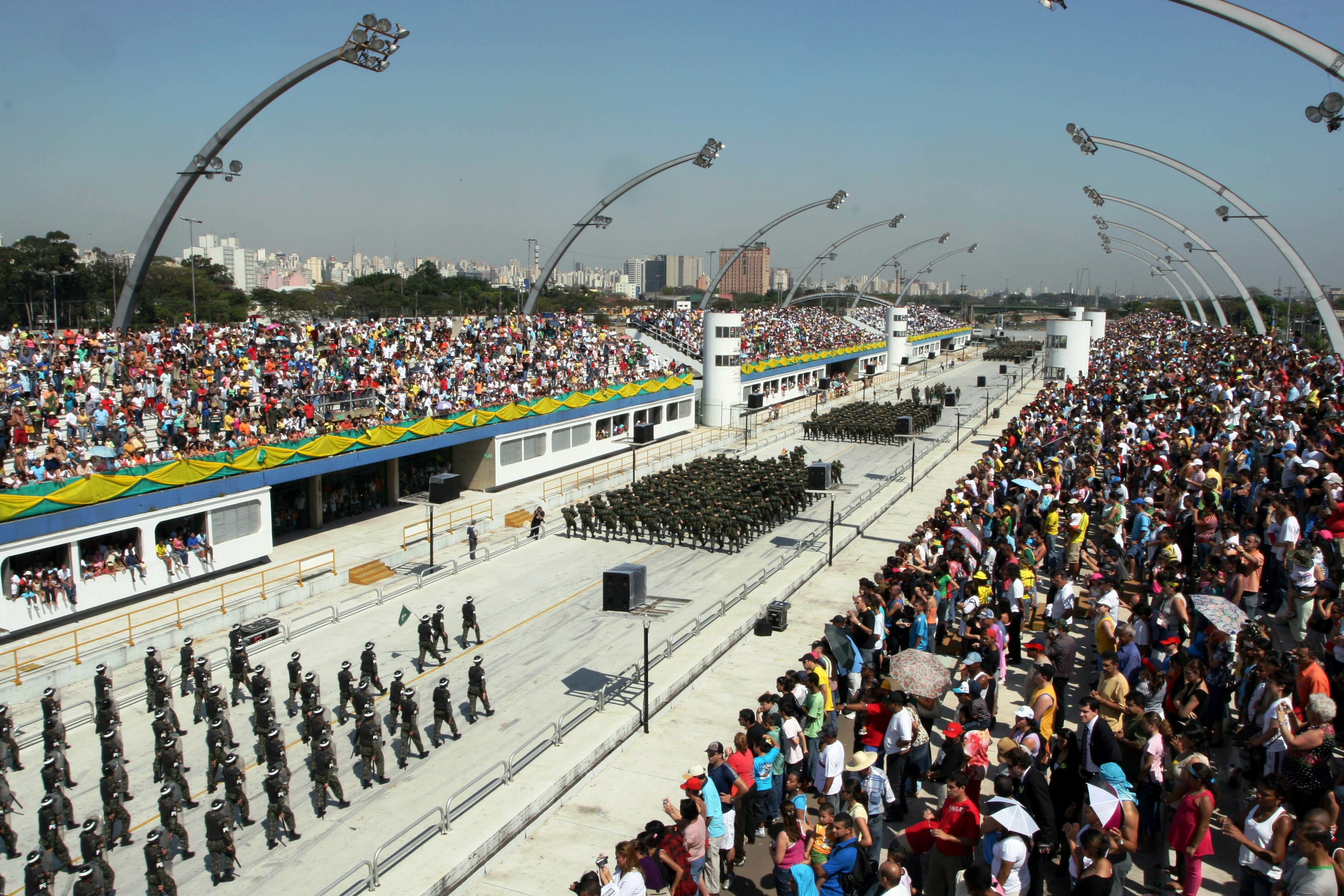
Desfile no Sambódromo do Anhembi, em São Paulo

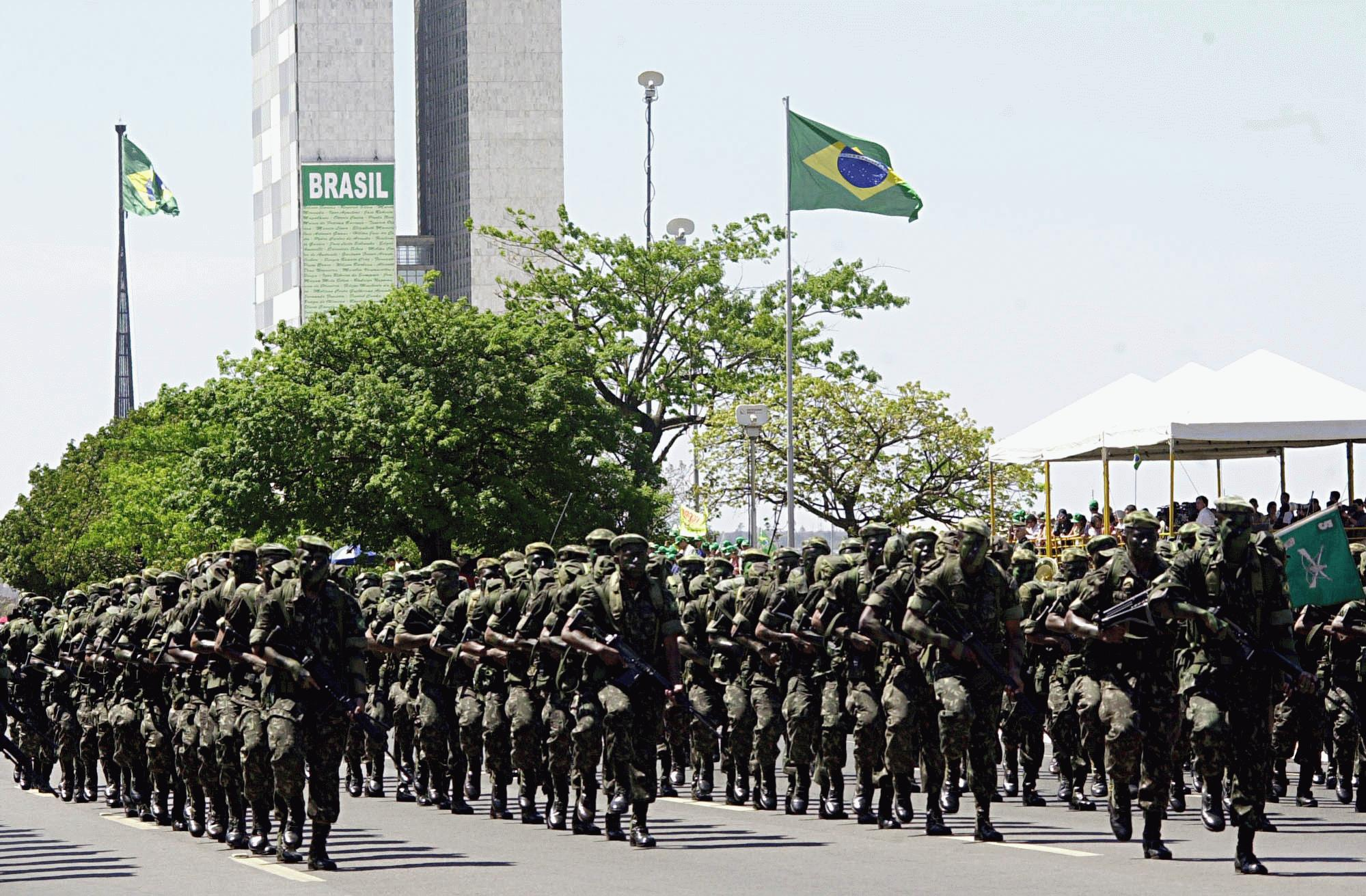
Soldados do Exército na Esplanada dos Ministérios, em Brasília.

### No Brasil
O Dia da Independência é marcado por desfiles patrióticos na maioria das cidades brasileiras. O mais famoso deles ocorre em Brasília, na Esplanada dos Ministérios, com a presença do Presidente da República, que faz uma revista às tropas.
Desfiles similares ocorrem em todas as capitais estaduais, com a presença dos respectivos governadores, e em várias outras cidades em todo o país.

### No exterior
Em Nova York, nos Estados Unidos, o evento Brazilian Day ocorre todos os anos para celebrar o Dia da Independência do Brasil. O ponto central do evento é um show que já contou com a participação de diversos artistas famosos, tais como Daniela Mercury, Ivete Sangalo, Chitãozinho & Xororó, Skank, Sandy & Junior, Cláudia Leitte e Banda Calypso. Em 2008, o evento reuniu cerca de um milhão e meio de espectadores, de acordo com estimativas da polícia local.
Em 2015 a cantora Paula Fernandes foi a escolhida para o show de abertura do evento, no ano de 2012 a cantora foi a principal atração na edição do evento em Lisboa.
A Rede Globo patrocina o evento e o transmite ao vivo para o Brasil e mais de 115 países através da Globo Internacional. Em 2003, o Brazilian Day se expandiu para outras cidades, como Toronto, Tóquio, Londres e Luanda.
Eventos similares ocorrem em Deerfield Beach, Flórida, San Diego e Los Angeles, Califórnia.